# Fédération des partis verts des Amériques
La Fédération des partis verts des Amériques (FPVA) (en espagnol : Federación de Partidos Verdes de las Américas, en anglais : Federation of the Green Parties of the Americas) est une association de partis politiques écologistes d'Amérique du Nord et du Sud. Il existe trois autres fédérations de ce type sur les autres continents : la Fédération des Verts africains, la Fédération des Verts d'Asie et du Pacifique et le Parti vert européen. Ces quatre associations constituent Les Verts mondiaux (Global Greens).
Les bureaux de la Fédération sont situés à Mexico et la présidence est assurée par Julia Willebrand (États-Unis), Jorge González Torres (Mexique) et Marco Antonio Mroz (Brésil).

## Partis membres
- Guyane Écologie
- Initiative verte d'Argentine
- Parti vert du Brésil
- Parti vert du Canada
- Parti écologiste du Chili
- Parti vert (Colombie)
- Parti vert des États-Unis
- Parti vert écologiste du Mexique
- Parti vert écologiste du Nicaragua
- Parti écologiste Alternative verte du Pérou
- Parti vert dominicain
- Mouvement vert écologiste du Venezuela